# Proteinoidy
Niektóre z zamieszczonych tu informacji wymagają weryfikacji.
Dokładniejsze informacje o tym, co należy poprawić, być może znajdują się w dyskusji tego artykułu.
 Po wyeliminowaniu niedoskonałości należy usunąć szablon [[Szablon:Dopracować|]] z tego artykułu.
Proteinoidy – polimery, które powstały wskutek wymieszania aminokwasów przy dostępie energii; w środowisku wodnym tworzą kuliste mikrosfery; otaczone są błonami, które wykazują potencjał elektryczny oraz przez które zachodzi osmoza. W niektórych teoriach powstania życia uznawane są za etap pośredni między materią nieożywioną a komórkami.